# Miropotes burringbaris
Miropotes burringbaris är en stekelart som beskrevs av Austin 1990. Miropotes burringbaris ingår i släktet Miropotes och familjen bracksteklar. Inga underarter finns listade i Catalogue of Life.